# Walter Launt Palmer
Pour les articles homonymes, voir Walter Palmer et Palmer.
Walter Launt Palmer, né le 1er août 1854 à Albany dans l'état de New York et décédé le 16 avril 1932 dans la même ville aux États-Unis, est un peintre orientaliste et impressionniste américain. Il est notamment connu pour ces scènes d'intérieurs peintes au début de sa carrière et ces paysages hivernaux réalisés à la fin de sa carrière.

## Biographie
Walter Launt Palmer naît à Albany dans l'état de New York en 1854. Il est le fils du sculpteur Erastus Dow Palmer (en) et grandit dans un environnement d'artistes, entourés par les amis de son père, tels que les peintres Jervis McEntee, John Frederick Kensett, Frederic Edwin Church, William Page (en) ou Charles Loring Elliott (en). Il bénéficie d'une première formation artistique de la part d'Elliott et découvre la peinture de paysages auprès de Church. Durant cette période, il côtoie notamment les jeunes peintres Will Hicok Low, originaire lui aussi d'Albany, et Lockwood de Forest (en), protégé de Church.
Church, qui est de retour d'un voyage en Terre Sainte, lui fait notamment découvrir la peinture orientaliste et le forme jusqu'en 1873, date à laquelle Walter part en compagnie de son père en Europe. Ce dernier, après avoir reçu une importante commande de la part du Congrès américain, souhaite la réaliser en Europe. Ils séjournent à Rome, puis en France où Walter découvre la colonie artistique de Grez-sur-Loing en compagnie du peintre Robert Louis Stevenson, fréquentant notamment les peintres Lovell Birge Harrison et Robert Vonnoh. Il s'installe ensuite à Paris où il suit les cours du peintre Carolus-Duran. Après quelques mois dans la capitale française, il part pour l'Italie et la ville de Florence. Il fait la connaissance de la famille du peintre John Singer Sargent avec qui il devient ami et étudie brièvement à l'académie des beaux-arts de la ville, avant de terminer son voyage européen à Paris où il étudie à nouveau auprès de Carolus-Duran.
En 1877, il rentre aux États-Unis et s'installe à New York. Il loge son studio dans le Tenth Street Studio Building (en), le même immeuble que son maître Church, avec qui il restera lié jusqu'à la fin de sa vie. En 1881, il séjourne durant deux mois à Venise, où il se lie d'amitié avec les peintres William Merritt Chase, John Duveneck et Robert Frederick Blum. Durant cette période, il se spécialise dans la peinture de genre, avec une prédilection pour les intérieurs des maisons et musées à la mode de l'époque. 
En 1882, il revient à Albany et est, en 1887, avec le tableau January, classé deuxième du prix Hallgarten (en) qui récompense la meilleure œuvre d'un peintre de moins de trente-cinq ans ayant exposé à l'académie au cours de l'année écoulée. Ce tableau représentant un paysage enneigé marqué un tournant dans sa carrière. Il devient membre de l'académie américaine des beaux-arts et se spécialise alors dans les paysages hivernaux, gagnant le surnom de peintre de l'hiver américain. Installé à Albany, il voyage à plusieurs reprises dans la région de la Nouvelle-Angleterre pour peindre ces tableaux. En 1893, il remporte une médaille d'or lors de l'exposition universelle de Chicago. En 1894, il reçoit la médaille d'or de l'Art Club of Philadelphia (en) suivi d'une nouvelle médaille d'or l'année suivante de la part du Boston Art Club (en) et du prix Evans de l'American Watercolor Society. Il obtient une médaille d'argent lors de l'exposition Pan-américaine de Buffalo en 1901. En 1919, il reçoit le prix Butler de l'Art Institute of Chicago.
Il meurt dans sa ville natale en 1932.
Ces œuvres sont notamment visibles ou conservées au Smithsonian American Art Museum de Washington, au Metropolitan Museum of Art, à la Century Association (en) et à l'académie américaine des beaux-arts de New York, à l'Albany Institute of History & Art (en) d'Albany, à la Memorial Art Gallery et au The Strong National Museum of Play de Rochester, au musée des Beaux-Arts de Boston, au Michele & Donald D'Amour Museum of Fine Arts (en) de Springfield, à l'Olana State Historic Site de Greenport, au Brandywine River Museum (en) de Chadd's Ford, au Wichita Art Museum de Wichita et à l'Art Institute of Chicago.

## Œuvres
- L'Après-midi dans le hamac, 1882, Collection particulière (Christie's)[1]

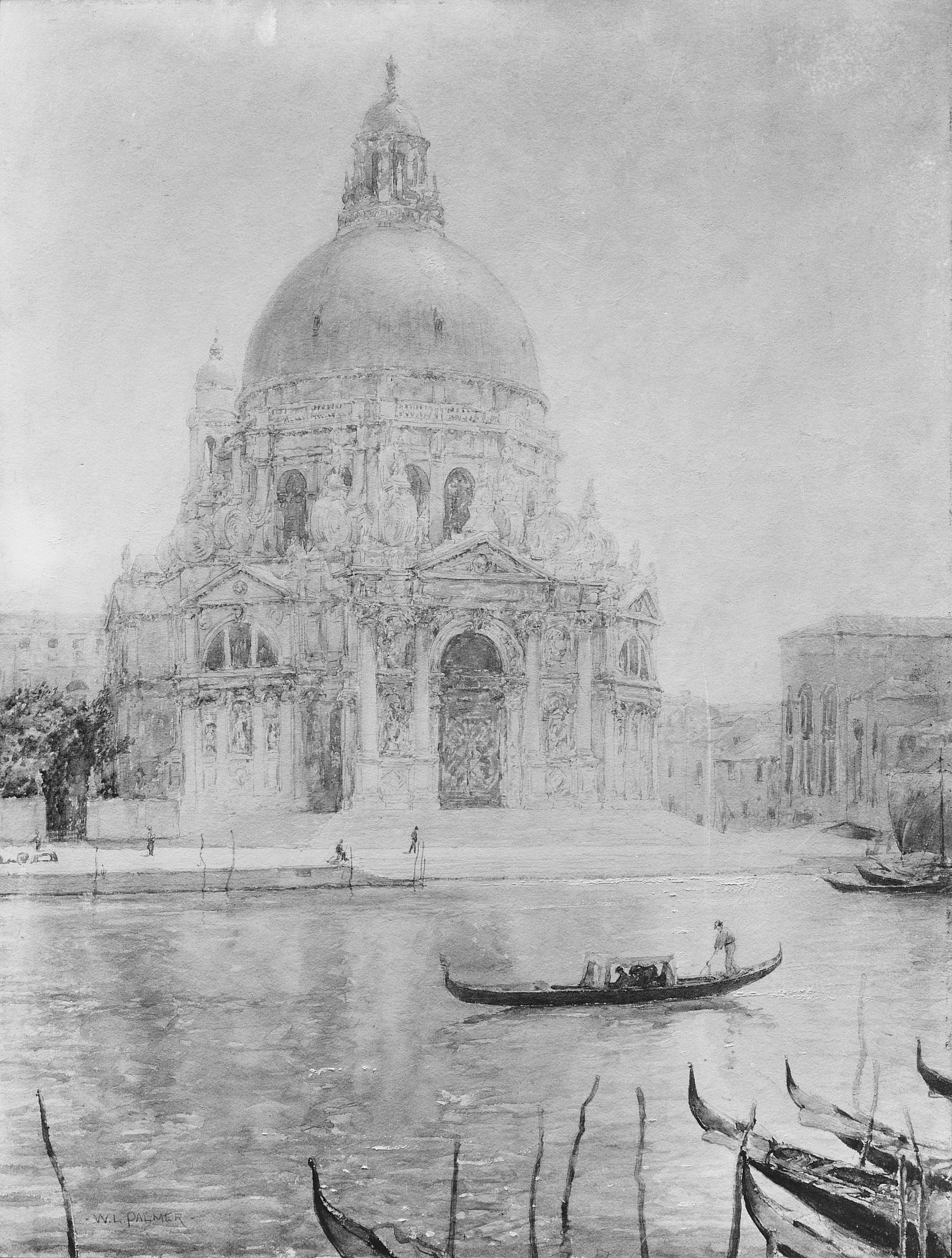
The Salute at Noon (Santa Maria Della Salute), sans date, Metropolitan Museum of Art
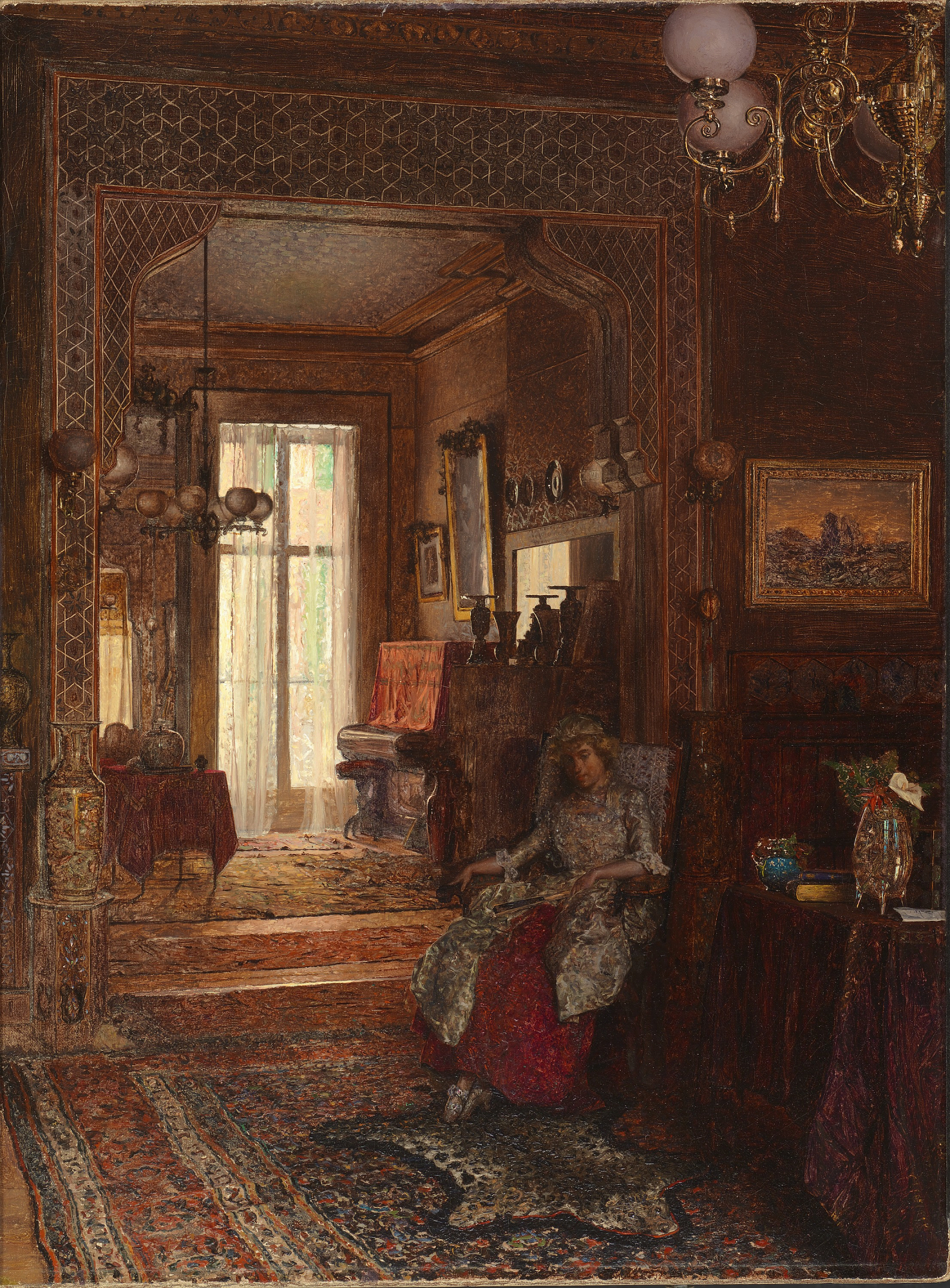
De Forest Interior, 1878, Smithsonian American Art Museum
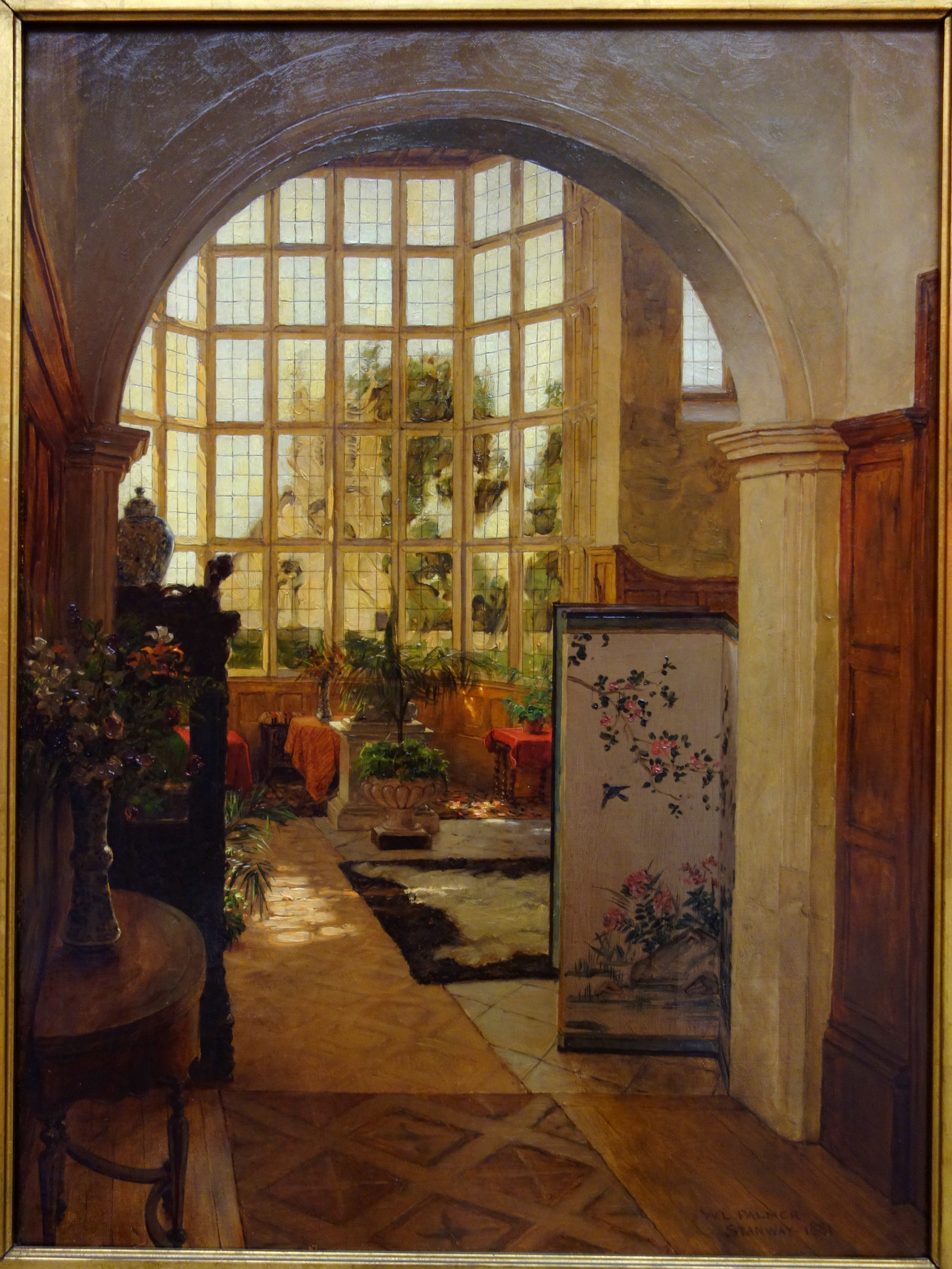
Stanway Interior, 1881, Albany Institute of History & Art (en)
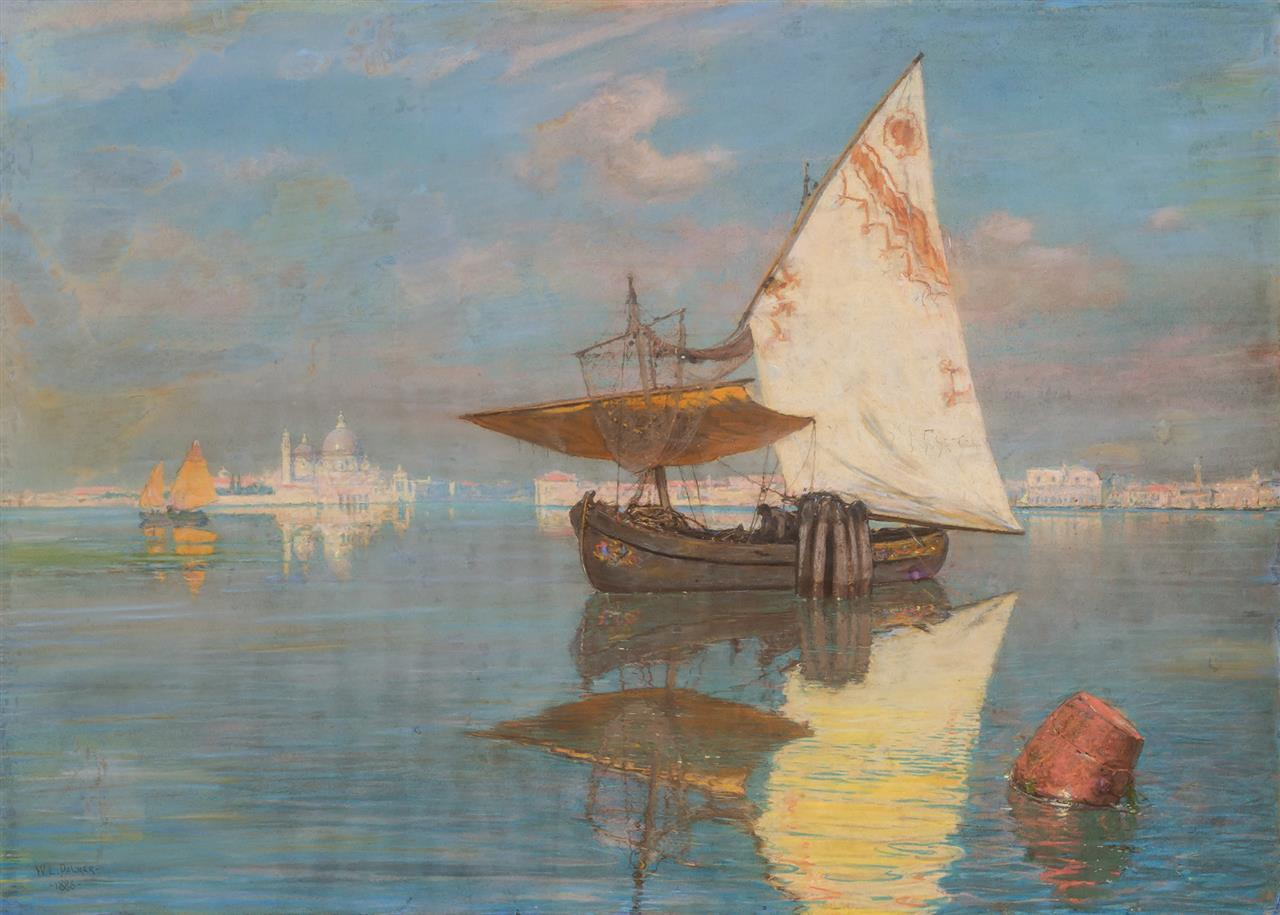
View of St. Mark's, Venice, 1886
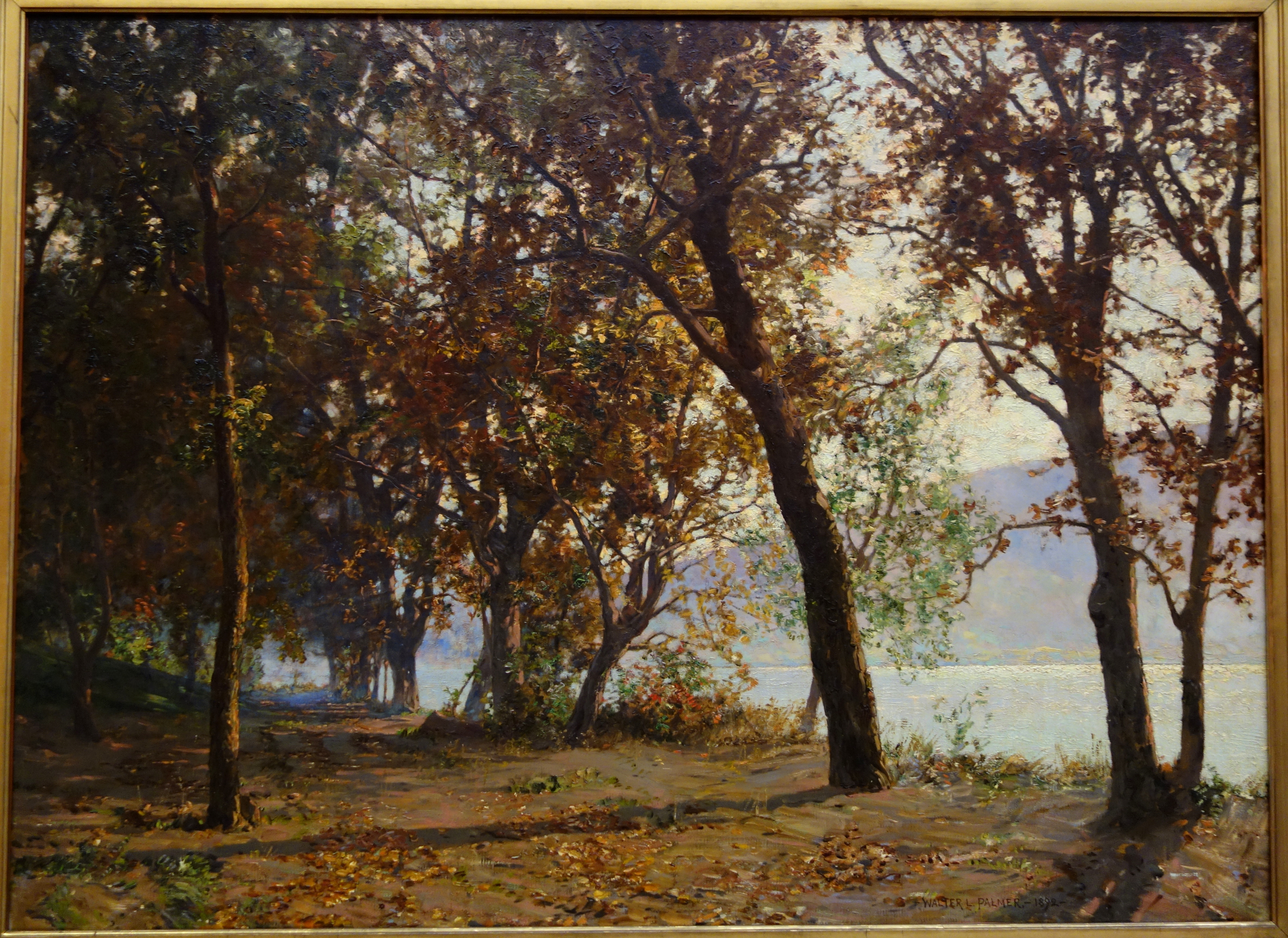
Autumn Morning, 1892, Albany Institute of History & Art (en)
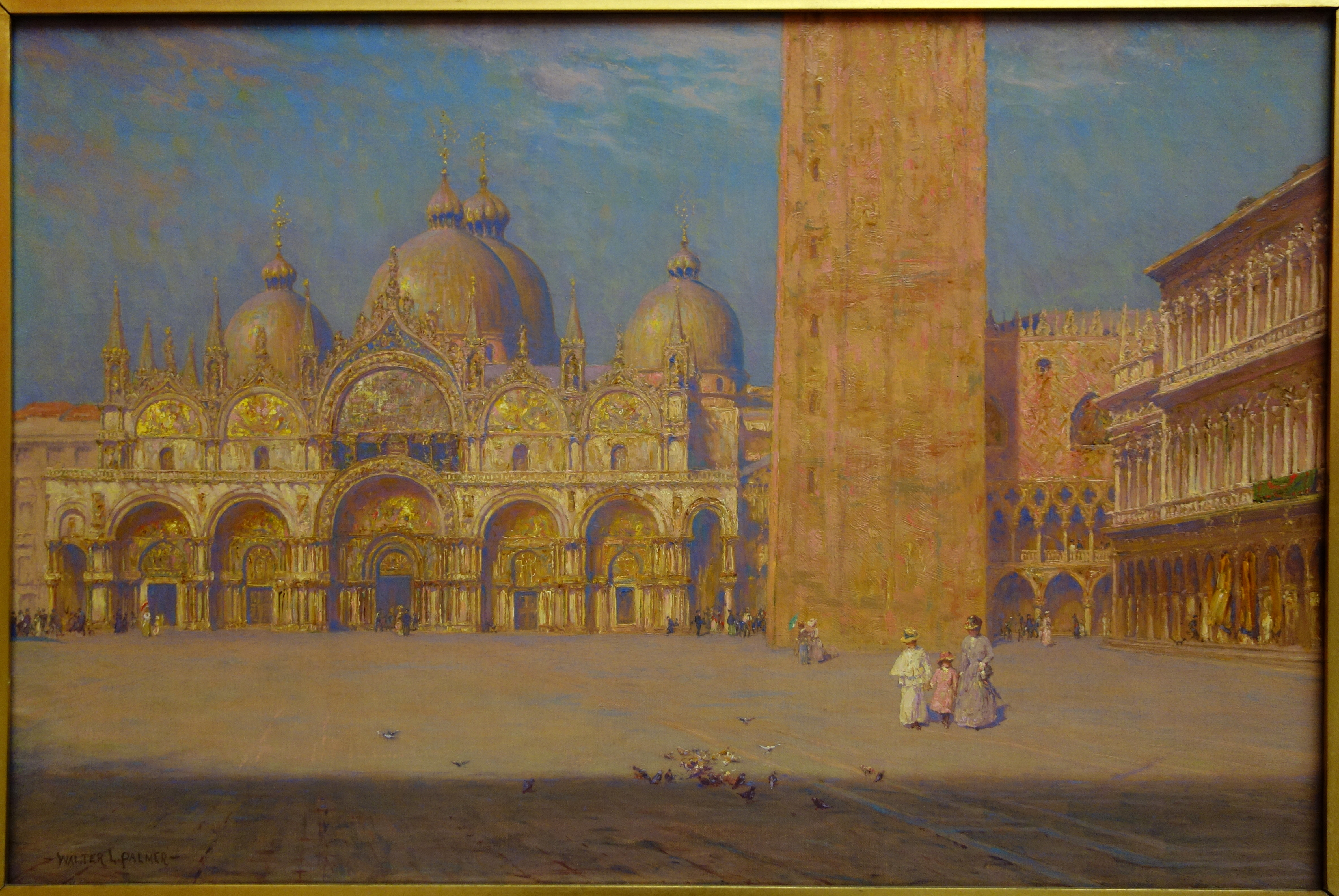
San Marco, 1895, Albany Institute of History & Art (en)
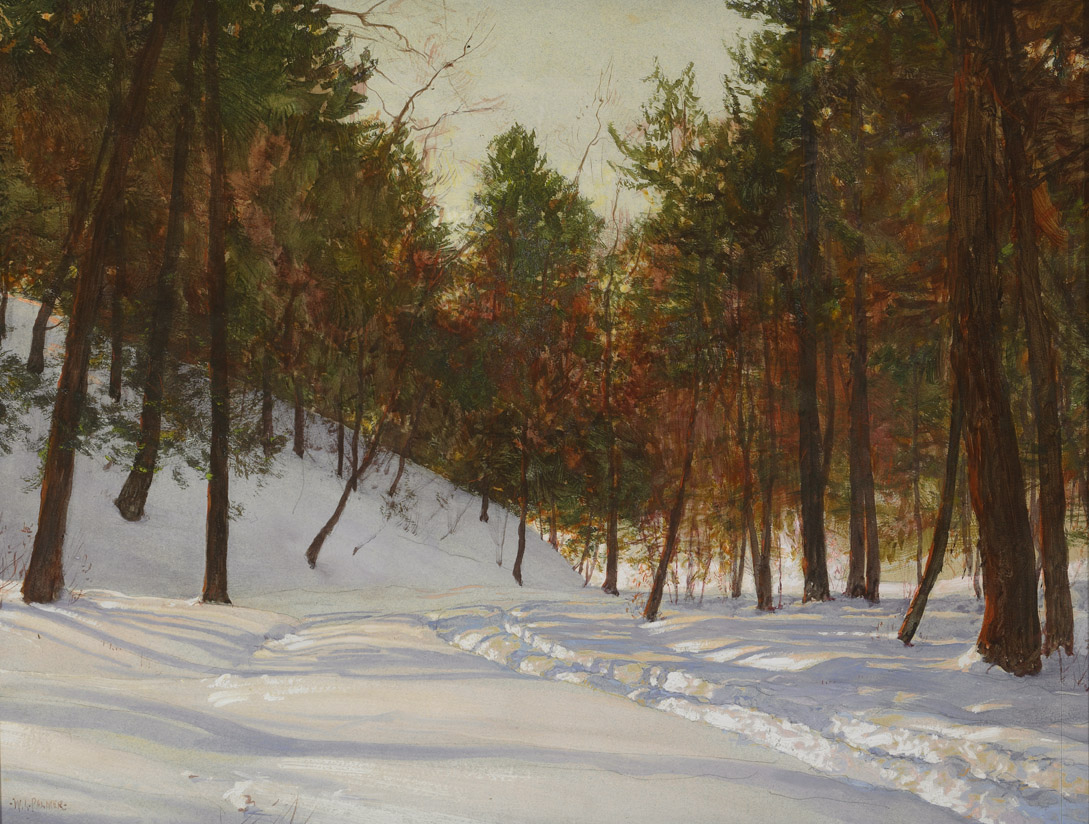
Bars of Light, 1906
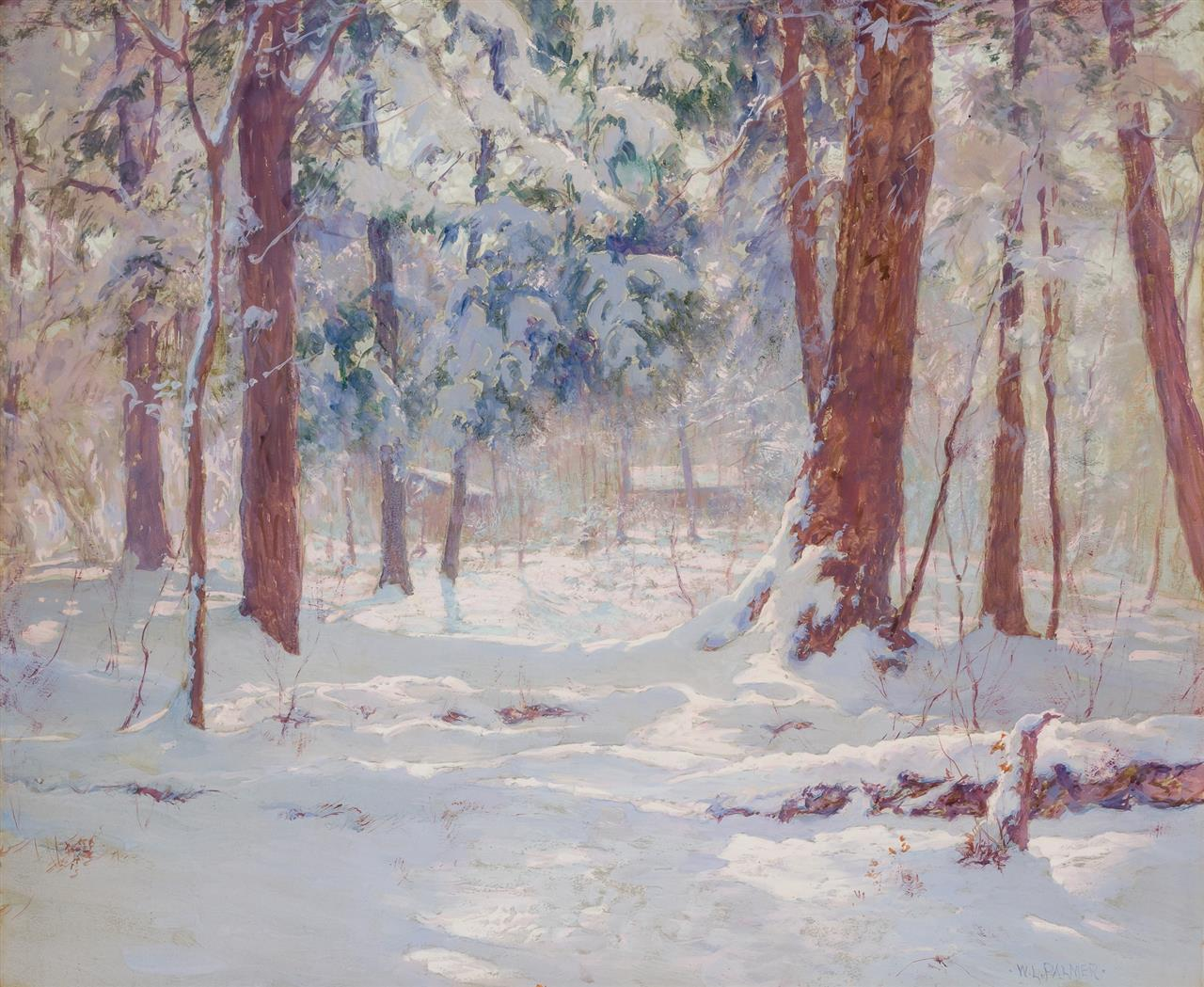
Cabins in the Woods, sans date
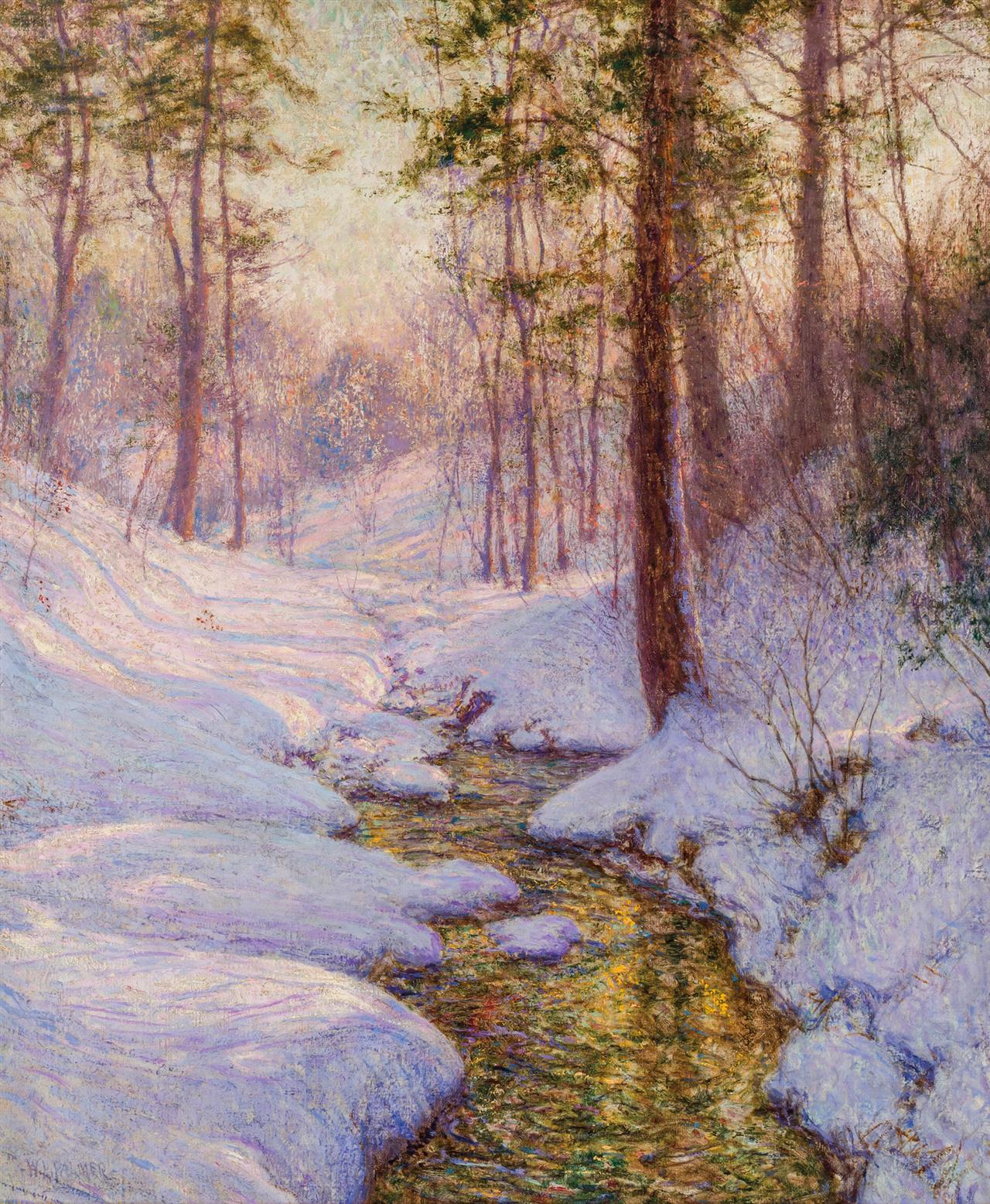
Sun and Shadown, sans date
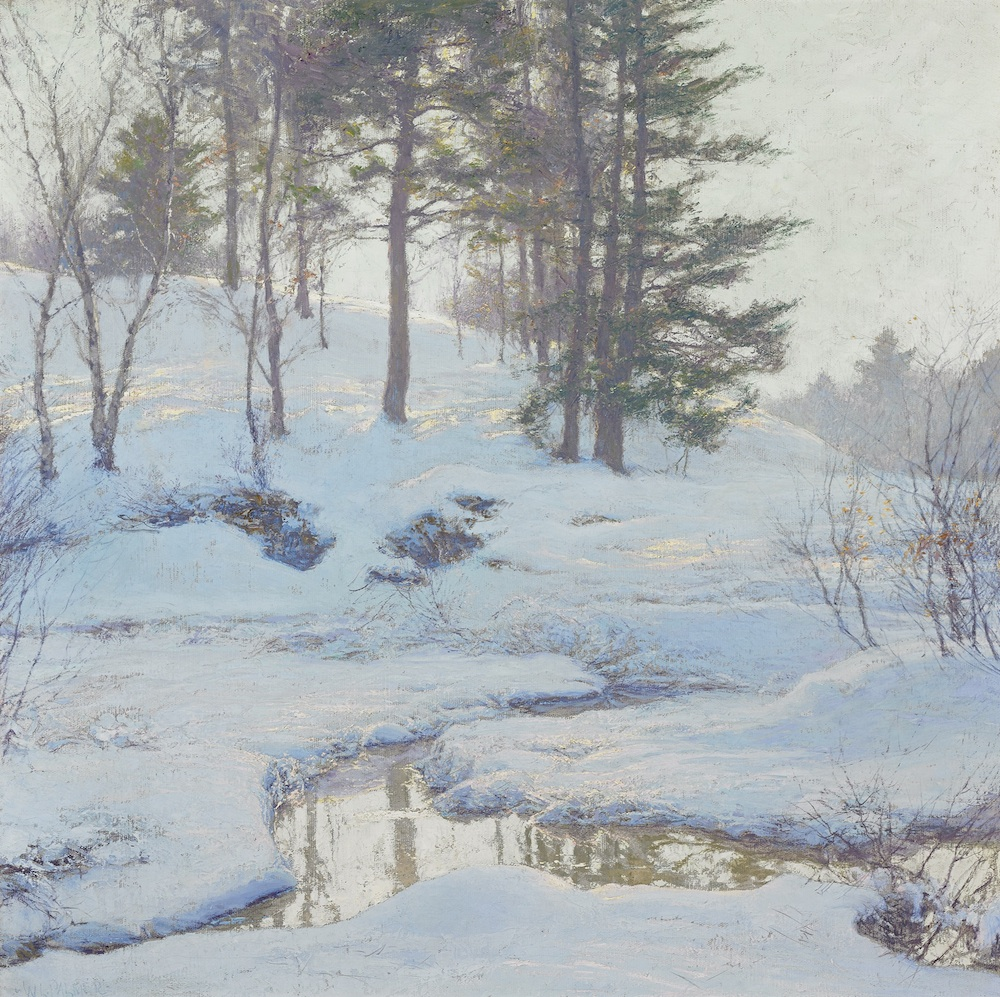
Winter Reflections, sans date
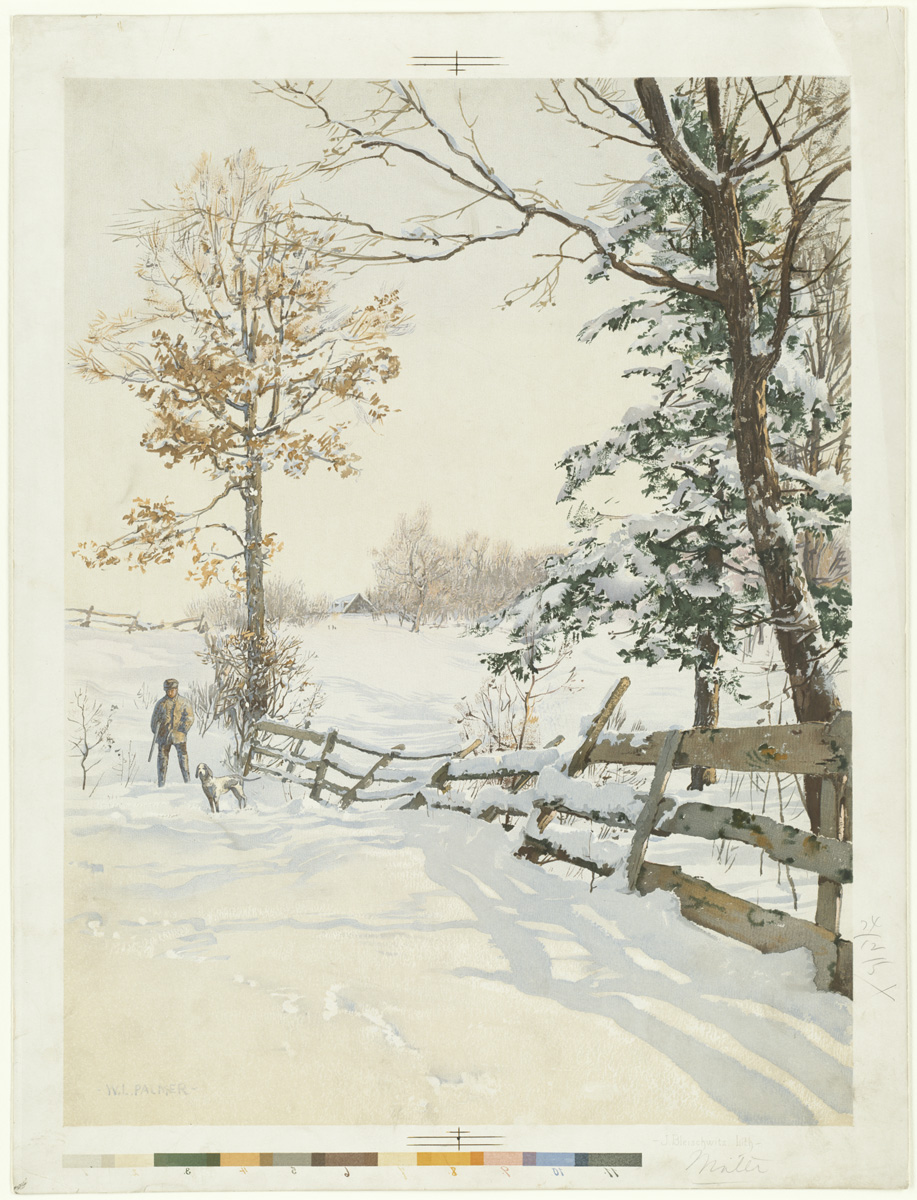
Hunter and Dog in Snow, sans date (chromolithographie de la Louis Prang & Company)